# Ministero dell'istruzione e della giustizia (1983)
Il Ministero dell'istruzione e della giustizia (Ministerio de Educación y Justicia)  era un dicastero del governo argentino, esistito tra il 1983 e il 1989.

## Storia
Il dicastero fu istituito con la legge n. 23.023 dell'8 dicembre 1983 dal presidente de facto Reynaldo Bignone, con pubblicazione nella Gazzetta ufficiale il 14 dicembre.
Con decreto n. 15 del 14 dicembre 1983, il presidente Raúl Alfonsín creò all'interno del Ministero le segreterie del Coordinamento educativo, scientifico e culturale, dell'Istruzione, della Giustizia, della Scienza e tecnologia e della Cultura.
Nell'aprile del 1991, il Congresso nazionale approvò la legge n. 23.930, che modificava la legge n. 23.023 e creava il Ministero della cultura e dell'istruzione e della giustizia.